# Rocinha

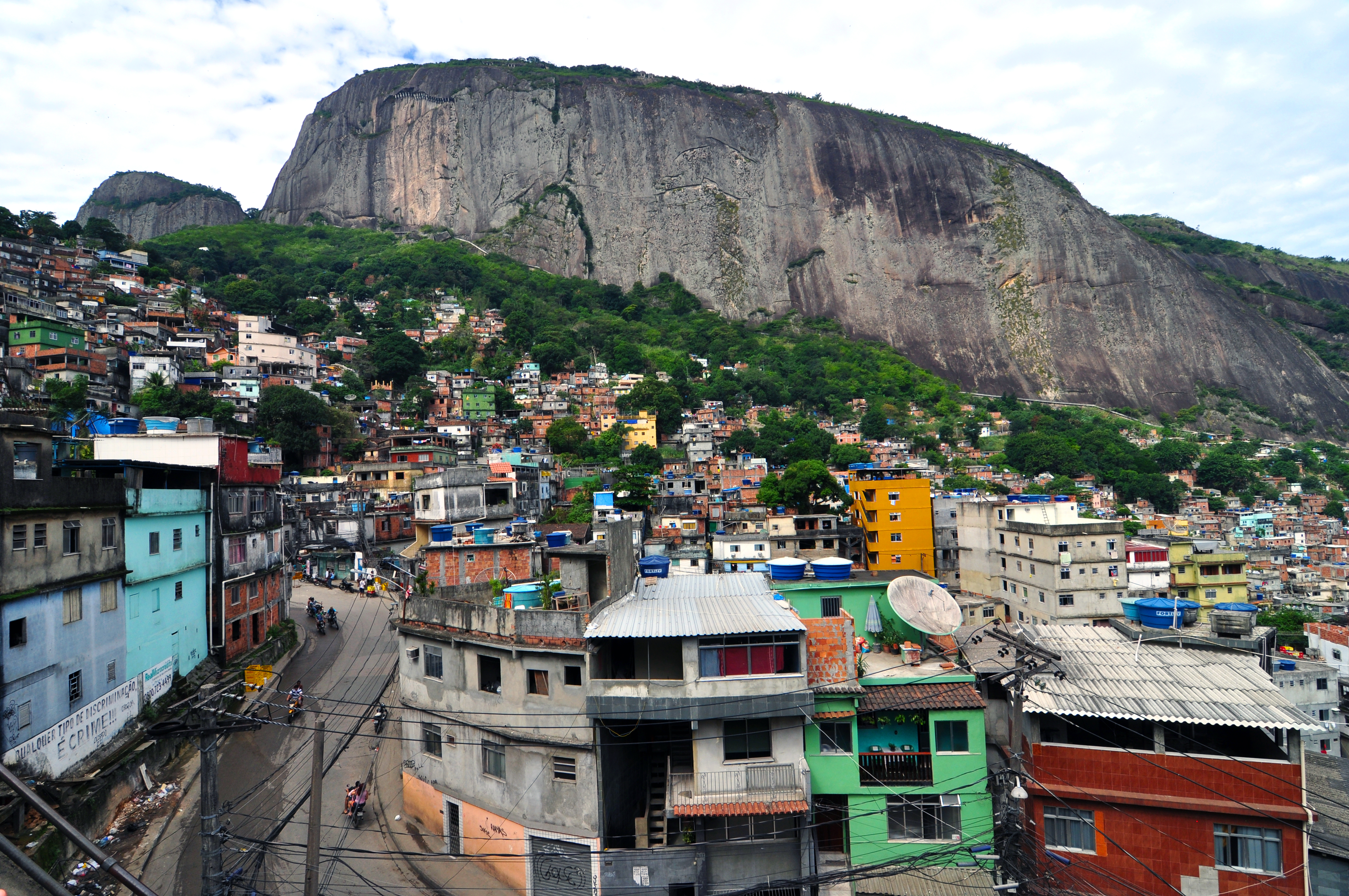
La favela Rocinha, a Rio de Janeiro l'any 2010.

Rocinha és la favela més gran de la ciutat de Rio de Janeiro. S'estén sobre 143,72 ha. Segons el cens de 2011, la favela acollia 71.126 habitants en 25.543 allotjaments.

Panorama de nit, amb cap enrere-pla la Morro Doi Irmãos, al juny 2014.

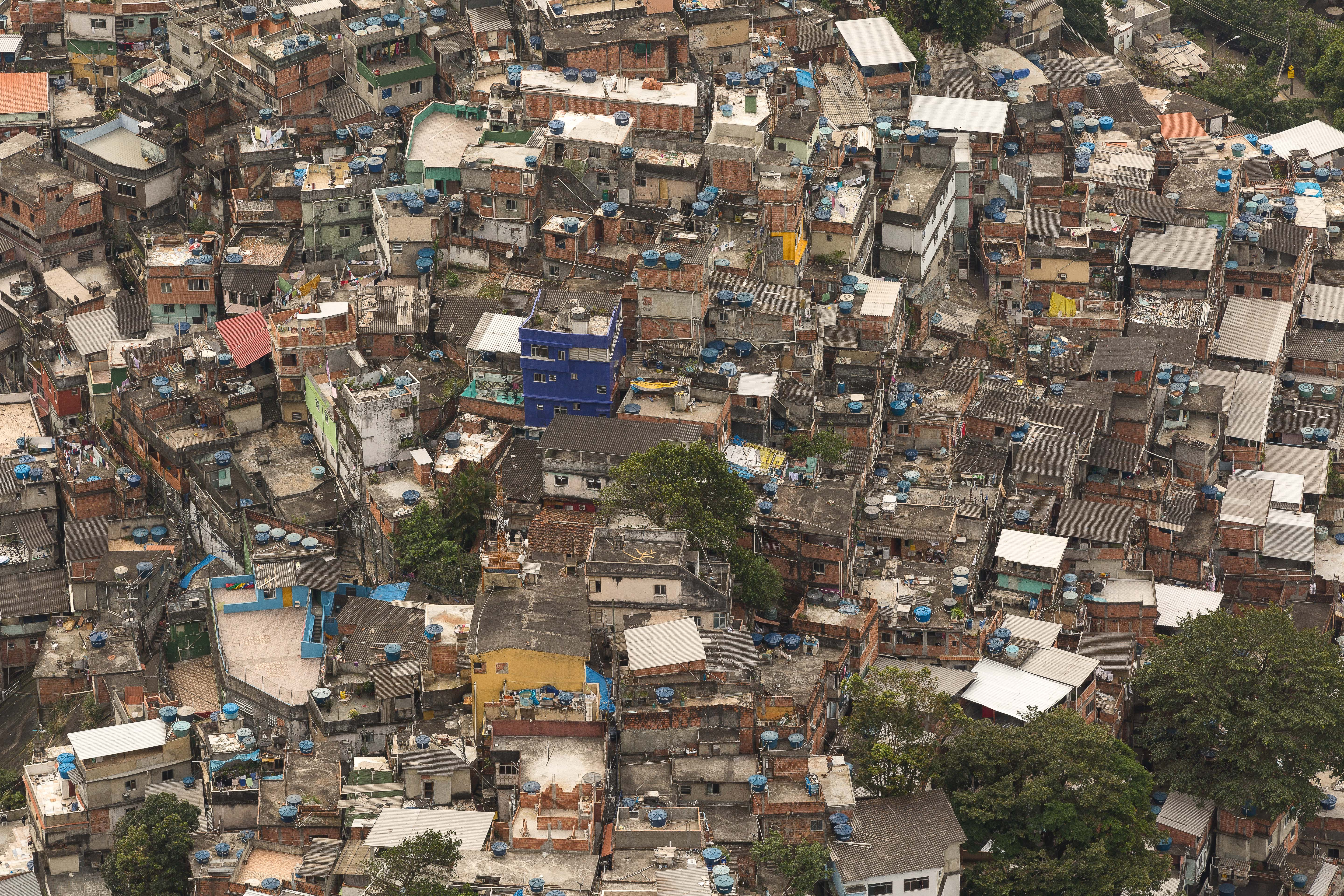

Està situada entre els barris de São Conrado i Gávea. Els ingressos mitjans dels habitants és inferior a 690 reals per mes.

## Criminalitat i renovació urbana
Com sovint en aquests barris desfavorits, estaven en lluita les bandes de traficants (Amigos Dos Amigos o Comando Vermelho) per poder prendre el control de la favela. Tanmateix, després d'una important operació policíaca i militar el 13 de novembre de 2011, la favela va ser pacificada i els traficants en van ser expulsats. Després es va instal·lar una UPP (Unitat de Policia Pacificadora), per impedir la tornada dels traficants o la instal·lació d'una milícia. Malgrat aquesta temptativa de tornada de l'Estat i dels serveis públics a un lloc abans totalment abandonat pels poders públics, els traficants són molt visiblement actius des de 2014. Els homicidis són de nou a l'alça, després d'una caiguda del 65 %. El Comando Vermelho i d'altres continuen deixant les seves inicials als carrers dels quals tenen el control, i la UPP, que s'ha fet famosa per la tortura a mort d'un dels habitants i per mètodes brutals aterrint la població ha perdut la seva confiança. L'any 2016, sembla haver tornat la col·lusió entre policies i membres de les màfies, que havia donat lloc a purgues als serveis de policia l'any 2011 El programa de renovació urbana de 2011 de 130 milions de reals ha tingut efectes suaus, els habitants no s'han interessat pel seu contingut.

## Iniciativa local

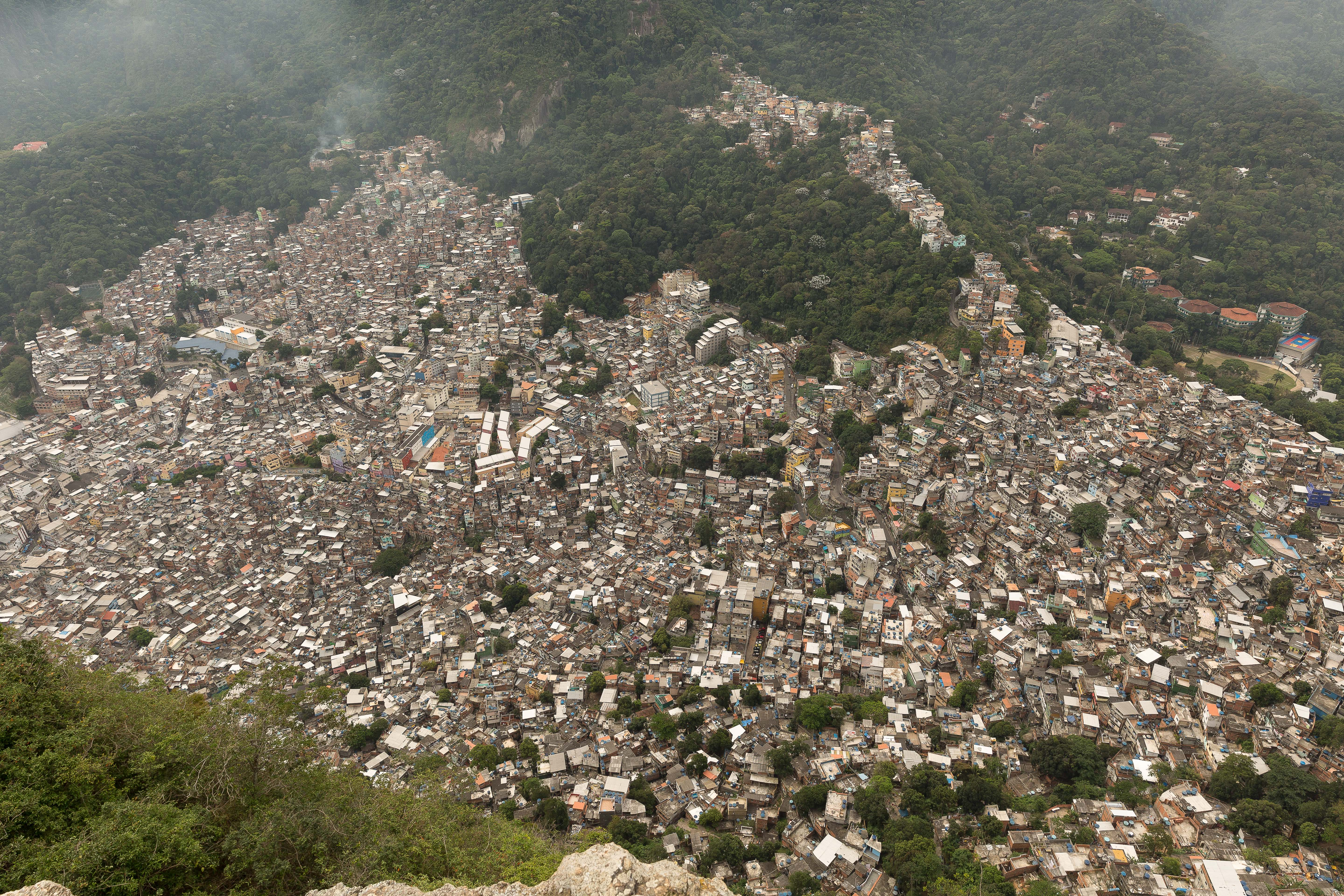

Tio Lino és un antic mestre-nedador de Copacabana que s'ocupa de joves de Rocinha. A aquesta « ciutat dins la ciutat » gangrenada pel tràfic de cocaïna, la seva associació « Mundo da arte » incita els adolescents a somiar un altre futur, a través de la pràctica de l'escultura, del teatre, de la capoeira. L'any 2012, « Mundo da arte » dona una oportunitat a 150 joves Tota la setmana, Tio Lino els acull després dels cursos, sempre que donin l'esquena als traficants